# Миндиашвили, Дмитрий Георгиевич
Дми́трий Гео́ргиевич Миндиашви́ли (груз. დიმიტრი გიორგის ძე მინდიაშვილი; 4 июня 1933, Тбилиси, СССР — 24 мая 2021, Красноярск) — советский и российский спортсмен, мастер спорта СССР по вольной борьбе, тренер, советник губернатора Красноярского края по физической культуре и спорту, президент Красноярской краевой федерации вольной борьбы. Герой Труда Российской Федерации (2020).
Заслуженный тренер СССР, РСФСР и Республики Грузия, заслуженный работник физической культуры РСФСР, республик Тува, Хакасия, Бурятия, Якутия и Дагестан, заслуженный работник физической культуры и спорта Красноярского края. Почётный гражданин Красноярска (2011), Почётный гражданин Красноярского края (2013). Доктор педагогических наук (1996), академик Российской академии образования (2011; член-корреспондент с 2004). Действительный член Балтийской и Петровской педагогических академий, Международной академии интеграции науки и бизнеса, Международной академии науки, образования, индустрии и искусств США, Грузинской академии национальных и социальных отношений, Международной академии туризма.
В качестве тренера участвовал во всех летних Олимпийских играх с 1972 по 2008 годы (за исключением 1984 года, когда СССР бойкотировал Олимпиаду). Известен как тренер олимпийских чемпионов Ивана Ярыгина и братьев Сайтиевых — Бувайсара и Адама.
Скончался 24 мая 2021 года после продолжительной болезни. Похоронен в Красноярске на Аллее славы кладбища «Бадалык».

## Ранние годы

### Детство
Родился в семье офицера внутренних войск Георгия Миндиашвили, который после увольнения из армии работал директором на местном рынке. В 1937 году его репрессировали по политической статье и отправили в Архангельск. В 1939 году Георгий Миндиашвили попросился на советско-финскую войну, а в 1941-м ушёл добровольцем на фронт Великой Отечественной, пройдя её до конца с ранением и контузией. Его жена, Анна Миндиашвили, ушла на войну медсестрой, оставив четверых детей родителям мужа.
Юный Мито Миндиашвили вместе с братьями Гиви и Иосифом, а также сестрой Мэри воспитывался дедом Иасе и бабушкой Нино в древней Кахетии. Позже он вспоминал, что их воспитывали в строгости и трудах, но никогда не унижали — это отложилось на характере Мито.
До 1947 года учился в местной школе, после чего ушёл в чабаны, вдохновившись творчеством Александра Казбеги. При этом его родные и учителя были против такого поступка, однако подросток настоял на своём. Миндиашвили быстро освоился на новом месте и заслужил уважение более опытных пастухов.
Работу чабаном пришлось оставить из-за несчастного случая: когда Мито гнал овец в загон, рядом с ним ударила молния. Он чудом остался жив, проведя двое суток без сознания. После выписки из больницы врачи рекомендовали ему покой, и он вернулся в деревню, где окончил восьмилетнюю школу. После этого работал помощником шофёра.

### Юность
В 1952 году призван в армию. Служил в ракетной части в Астрахани, был командиром отделения, замкомандира взвода и старшиной автороты. В годы службы к Миндиашвили пришёл первый спортивный успех — он стал чемпионом Туркестанского военного округа по поднятию тяжестей. Позже его переведут в Казахстан, где он примет участие в испытании водородной бомбы.

После демобилизации в 1955 году переехал в Сибирь, где работал шофёром на строительстве железнодорожной трассы «Абакан — Тайшет». Спустя год перебрался в Красноярск. Будучи шофёром, Миндиашвили участвовал в двух крупных стройках Сибири: возведении Красноярской ГЭС и Коммунального моста через Енисей в черте Красноярска.
— В строительстве Коммунального моста участвовал от и до, перемычку с нуля отсыпал. Заливал раствором опоры, которые мы называли «быками». Всю зиму работали, а весна ранняя тогда случилась. Лёд уже тонкий, и мы катастрофически не успевали. Если бы так и не успели, миллионы рублей в прах бы превратились. Нас пригласили в горком комсомола, сказали: «Ребята, нужен подвиг». И мы круглые сутки возили. С открытыми дверцами над пропастью, ухнул бы многотонный грузовик вниз — и всё. Успели вовремя.

## Спортивная карьера
Параллельно с работой серьёзно занимался борьбой на базе спортивного общества «Пищевик», где его тренером был Анатолий Солопов.
В 1957 году Миндиашвили выиграл чемпионат Красноярска по вольной борьбе, а спустя год стал сильнейшим борцом края и занял четвёртое место на чемпионате СССР. Это дало ему звание мастера спорта по вольной борьбе — первое в истории Красноярского края. Однако в дальнейшем он не преуспел как спортсмен, хотя и вызывался в различные сборные.

## Работа тренером
Начиная с 1958 года, Миндиашвили на добровольных началах работает тренером по вольной борьбе в ДСО «Труд». Спустя несколько лет работы его ученики успешно выступают на чемпионатах Сибири и Дальнего Востока. Чтобы развиваться в этом направлении, молодой тренер поступает в Красноярский государственный педагогический университет, который заканчивает в 1964 году.
В 1968 году на чемпионате СССР в Риге ученики Миндиашвили завоевали сразу четыре медали. Чемпионом страны среди юниоров стал 21-летний Иван Ярыгин. Серебряные медали в своих весовых категориях завоевали Михаил Шалыгин, Михаил Антошин и Владимир Челноков.
В 1970 году Миндиашвили входит в штаб сборной СССР по вольной борьбе как старший тренер. Спустя два года его воспитанник Ярыгин впервые в истории Красноярского края станет олимпийским чемпионом, а на Олимпиаде-1976 повторит успех.
В 1973 году Миндиашвили стал инициатором создания первой за Уралом школы высшего спортивного мастерства по борьбе. В 1993 году ШВСМ получила его имя, а в 2008 году была преобразована в Академию борьбы имени Миндиашвили.

### Миндиашвили и Ярыгин
Имя Дмитрия Миндиашвили и Ивана Ярыгина крепко связаны между собой. Под руководством Дмитрия Георгиевича Иван, бывший футболист и работник мясокомбината, стал олимпийским чемпионом. Миндиашвили считал его сыном и писал: «После нескольких напряженных лет работы по созданию фундамента вольной борьбы в крае, поиска и отбора борцов, способных выступать в соревнованиях высокого ранга, для меня пробил гонг. Судьба подвела и поставила рядом со мной мальчика, имя которого уже никогда не вычеркнуть из истории мирового спорта».

Гибель Ярыгина в 1997 году Миндиашвили переживал очень тяжело. В одном из интервью он сказал:
— Мой самый любимый и талантливый ученик — Ванечка Ярыгин. Второй такой вряд ли когда будет. Он живет в моем сердце как ученик, как сын и как младший брат.

### Переезд в Тбилиси и возвращение в Красноярск
В начале 1970-х годов Миндиашвили получил приглашение на работу в родной Грузии. Вместе с семьёй переехал в Тбилиси, где открыл тренерскую школу. Однако после двух лет работы вернулся в Красноярск.
После победы Ивана Ярыгина на Олимпиаде-1972 Миндиашвили вместе со своим воспитанником мог уехать в Киев, где им предлагали две квартиры в доме на Крещатике. Однако они отказались от этого предложения. С тех пор Дмитрий Георгиевич постоянно жил и работал в Красноярске.

Позже он вспоминал: 
— Ваня получил письмо за подписью первого секретаря Центрального комитета Коммунистической партии Украины Щербицкого. Там были подписи многих чемпионов, а еще было написано: «Уважаемый Иван Сергеевич Ярыгин, мы приглашаем вас на постоянное место жительство в Киев и предлагаем бывшую квартиру Сергея Бондарчука». План квартиры был расписан, 500 рублей — заработная плата. Тогда это считалось большой зарплатой. Я говорю: «Ну что, Ваня, надо ехать. Такие условия предлагают». Он на меня так посмотрел — первый раз в жизни он так на меня посмотрел вообще — порвал письмо, выбросил и сказал: «Давайте сделаем такую школу, чтобы к нам приезжали люди, а не у нас забирали». Так и получилось. 

### Конфликт с Адамом Сайтиевым
За пару лет до Олимпиады-2000 в Сиднее Дмитрий Миндиашвили и его воспитанник Адам Сайтиев серьёзно поругались. Этот конфликт шокировал борцовскую общественность: считалось, что у кавказцев не может быть неуважения к старшим в принципе. Молодой борец попал под угрозу отчисления из сборной России.
Миндиашвили, несмотря на обиду, нашёл в себе силы не исключать парня из команды. Когда ситуацию обсуждали на тренерском совете, он позвонил из Красноярска и сказал: «Не трогайте его, простите. Мы всё выясним с Адамом сами».

Позже Наталья Ярыгина, которая была очень близка к семье тренера, вспоминала:
— Дмитрий Георгиевич был очень сильно обижен. Но сумел отодвинуть эту обиду на второй план, потому что понимал: это та самая ситуация, когда парню можно в один момент либо навсегда сломать жизнь, вышвырнув его из спорта, по сути, на улицу, либо дать ему дорогу в будущее, сохранить его для борьбы. Так и получилось.

## Научная и общественная деятельность
В 1992 году в Красноярском государственном педагогическом институте под научным руководством доктора биологических наук, профессора В. Г. Стрельца и кандидата педагогических наук В. В. Нелюбина защитил диссертацию на соискание учёной степени кандидата педагогических наук по теме «Управление процессом формирования стато-кинетической устойчивости квалифицированных борцов» (специальность 13.00.04 — теория и методика физического воспитания, спортивной тренировки и оздоровительной физической культуры); официальные оппоненты — доктор педагогических наук, профессор А. А. Сидоров и кандидат педагогических наук, доцент В. А. Вишневский; ведущее учреждение — Челябинский государственный институт физической культуры.
В 1996 году в Санкт-Петербургской академии физической культуры защитил диссертацию на соискание учёной степени доктора педагогических наук по теме «Управление процессом формирования спортивного мастерства квалифицированных борцов: теория и практика» (специальность 13.00.04 — теория и методика физического воспитания, спортивной тренировки и оздоровительной физической культуры).
Является автором двух энциклопедий, шести книг и более 25 научных работ:
- Монографии «Мастера большого ковра» (1993), «Энциклопедия приёмов вольной борьбы» (1998, соавтор);
- Учебники и учебные пособия «Биопедагогика или спортивная тренировка» (1992, соавтор), «Учебник тренера по борьбе» (1995, соавтор), «Система подготовки борцов международного класса» (1995, соавтор), «Физическое воспитание студенческой молодежи» (1996, соавтор);
- Справочник «Вольная борьба в Красноярском крае» (1998, соавтор).

Почётный профессор КГПУ им. В. П. Астафьева (2008).
Член Союза журналистов России.

## Известные воспитанники
- Бувайсар Сайтиев
- Иван Ярыгин
- Леван Тедиашвили
- Адам Сайтиев
- Сагид Муртазалиев
- Давид Гобеджишвили
- Виктор Алексеев
- Ахмед Атавов
- Сергей Карамчаков
- Виталий Токчинаков
- Владимир Модосян
- Геннадий Жильцов

В академии у Дмитрия Миндиашвили занимался будущий мэр Красноярска и депутат Государственной думы Пётр Пимашков.

## Мировоззрение
Состоял в КПСС, был членом пленума красноярского горкома партии. Называл себя политическим «однолюбом», говорил, что был и остаётся коммунистом. При этом, по его словам, ему предлагали вступить в КПРФ, однако он отказался. Считал, что между десятью заповедями Бога и коммунизмом нет особой разницы.
— А что ближе для земных людей — рай, о котором все говорят, или светлое будущее? <…>. Светлое будущее зависит от каждого из нас. Коммунистом не может быть вор, обманщик и предатель. У него должно быть чистое сознание. Перефразирую слова Антона Павловича Чехова: «У человека всё должно быть чисто: и лицо, и мысли, и одежда, и совесть». Чисто, потому красиво! Только такие люди могут быть членами коммунистического общества. Так что я не исключаю, что есть рай. Во всяком случае, мне оттуда не звонили. Светлого же будущего может достичь любой честный, нормальный человек.
На один из первых турниров в новой ШВСМ пригласил митрополита, чтобы тот освятил соревнования. После этого Дмитрию Миндиашвили пригрозили исключением из партии. На это он ответил: «Не вы меня принимали, не вам меня исключать». Остро переживал распад СССР, считая это событие самой большой политической катастрофой XX века. Особенное неприятие у Д. Г. Минидиашвили вызывали периодически возникавшие обострения отношений между Россией и Грузией. До самой своей смерти был уверен в том, что рано или поздно отношения между этими государствами нормализуются и станут союзническими. По его мнению, без поддержки России Грузия обречена на утрату своей самобытности и самодостаточности.

## Семья
Прапрапрадед, по словам Миндиашвили, воевал с Наполеоном.
Дед — Иасе Миндиашвили, до революции был деревенским старостой, которого лично утверждал царский наместник Грузии. После 1917 года работал в колхозе, продолжал трудовую деятельность до глубокой старости. Бабушка — Нино Миндиашвили.
Отец — Георгий Иасеевич Миндиашвили, офицер внутренних войск, подполковник, после демобилизации работал директором тбилисского рынка. В 1937 году репрессирован и сослан в Архангельск. Участник Советско-финской и Великой Отечественной войн, был ранен и контужен. Мать — Анна Александровна Миндиашвили (Мадинашвили), в годы войны работала медсестрой.
Жена — Тамара Михайловна Миндиашвили (1936), уроженка Кемерово, окончила техникум советской торговли, работала в механизированной колонне в Казахстане. Там же познакомилась с Дмитрием Миндиашвили, который ради неё переехал в Сибирь.
Дети: сын Валерий (1957) — чемпион РСФСР по вольной борьбе, выпускник юридического факультета Красноярского государственного университета, профессиональный юрист, бывший первый заместитель прокурора Сочи. Дочери Элико (1961), Нино (1969), Лиана (1971).
Внуки: Ираклий, Тамрико, Сандро, Георгий, Дмитрий, Тамара, Екатерина, Александр.
Есть три правнучки и правнук.

## Болезнь и смерть
В марте 2020 года, когда была объявлена пандемия COVID-19, Дмитрия Миндиашвили изолировали от внешнего мира: он всё время находился в отдельной комнате. Сидя без работы, он сильно сдал. На этом фоне у него развился лейкоз. Золотую звезду Героя Труда он получил в больнице, где находился на плановом лечении — прилететь в Москву он не смог.
Дмитрий Миндиашвили умер 24 мая 2021 года в Красноярской краевой клинической больнице в 11 часов 26 минут по местному времени. Официальной причиной стала пневмония. Перед смертью несколько дней находился в реанимации. В те дни шла подготовка к очередному турниру Гран-при «Иван Ярыгин», и Миндиашвили, ненадолго придя в себя, спросил у сына Валерия: «Как там в зале? Как проходит подготовка к турниру?». По некоторым данным, это были его последние слова в жизни.
Соболезнования семье и близким Дмитрия Георгиевича выразили президент России Владимир Путин, губернатор Красноярского края Александр Усс, а также многие спортивные деятели и его воспитанники и ученики. На церемонию прощания пришли несколько тысяч жителей Красноярска.
Похоронен 27 мая 2021 года в Красноярске на Аллее славы Бадалыкского кладбища.

## Награды
- Герой Труда Российской Федерации (2020)[30][7]
- Орден «За заслуги перед Отечеством» III и IV степени
- Орден Дружбы
- Орден Дружбы народов
- «Знак Почёта»
- Медаль «За трудовую доблесть»
- Личная благодарность Бориса Ельцина (1998)
- Благодарность Президента Российской Федерации (29 декабря 2003) — за большие заслуги в подготовке спортсменов высокого класса
- Орден Чести (Грузия).
- Два золотых ордена Международной федерации борьбы FILA.
- Почётный мастер спорта СССР (1964)
- Заслуженный тренер России (1967), СССР (1972), Грузии (1986).
- Почётный гражданин Чеченской Республики (4 июня 2018) — за большие заслуги перед Чеченской Республикой в развитии физической культуры и спорта, деятельность, получившую широкое общественно признание[31].
- Лучший тренер СССР (1972, 1976). Лучший тренер России XX века (2000).

## Научные труды
- Нелюбин В., Миндиашвили Д. Г. Мастера большого ковра : [Вольн. борьба]. — Красноярск : Полигр. предприятие «Офсет-реклама», 1993. — 414,[1] с.
- Миндиашвили Д. Г. На ковре жизни : Воспоминания тренера по вольной борьбе / Послесл. М. Бримана. — М. : ТОО «Руссико», 1993. — 336 с., [8] л. ил. ISBN 5-8442-0086-1
- Миндиашвили Д. Г., Завьялов А. И. Учебник тренера по борьбе / Министерство образования России, Красноярский государственный педагогический университет. — Красноярск : Изд-во КПГУ, 1995. — 213, [2] с. : ил. ISBN 5-85981-029-6 : 5 000 экз.
- Миндиашвили Д. Г., Завьялов А. И. Система подготовки борцов международного класса : учебное пособие / Министерство образования России, Красноярский государственный педагогический университет. — Красноярск : КГПУ, 1996. — 103 с.
- Миндиашвили Д. Г., Синюхин Б. Д., Сидоров А. А. Управление и оптимизация в педагогике физического воспитания и спорта : учебно-методическое пособие по дисциплине «Физическая культура» для студентов, аспирантов, преподавателей и тренеров / Санкт-Петербургская гос. инженер.-экон. акад. — СПб.: СПбГИЭА, 1996. — 67 с. : схемы. ISBN 5-230-19889-3
- Миндиашвили Д. Г., Завьялов А. И. Физическое воспитание студенческой молодежи : учебное пособие / Министерство образования России, Красноярский педагогический государственный университет. — Красноярск : КПГУ, 1996. — 127, [1] с.
- Миндиашвили Д. Г., Подливаев Б. А. Вольная борьба : история, события, люди / Федерация спортивной борьбы России, Гос. науч. учреждение «Сибирский науч. центр Российской акад. образования». — М.: Советский спорт, 2007. — 356, [1] с. : ил., портр., табл.; ISBN 978-5-9718-0184-9
- Миндиашвили Д. Г., Завьялов А. И. Формирование спортивно-образовательного пространства в условиях модернизации российского общества: (на примере подрастающего поколения Сибирского региона) : монография / М-во образования и науки Российской Федерации, Федеральное гос. образовательное учреждение высш. проф. образования «Красноярский гос. пед. ун-т им. В. П. Астафьева». — Красноярск : Красноярский гос. пед. ун-т им. В. П. Астафьева, 2011. — 414, [1] с. : ил., табл. (Юбилейная серия изданий КГПУ им. В. П. Астафьева : 1932—2012). ISBN 978-5-85981-467-1
- Миндиашвили Д. Г. Энциклопедия приёмов вольной борьбы: методика обучения и совершенствования технико-тактических действий : учебное пособие для студентов академий, институтов и факультетов физической культуры / М-во спорта Российской Федерации [и др.]. — Изд. 3-е, перераб. и доп. — Красноярск : Платина, 2013. — 344, [1] с. : цв. ил., цв. портр. ISBN 978-5-98624-117-3
- Миндиашвили Д. Г., Завьялов А. И. Спортивная тренировка: (начало XXI века) : монография / М-во образования и науки Российской Федерации, Федеральное гос. бюджетное образовательное учреждение высш. образования «Красноярский гос. пед. ун-т им. В. П. Астафьева». — Красноярск : Красноярский гос. пед. ун-т им. В. П. Астафьева, 2016. — 310, [1] с. : ил., табл. ISBN 978-5-00102-024-0
- Миндиашвили Д. Г., Завьялов А. И. Современные тенденции развития вольной борьбы: учебное пособие / М-во образования и науки Российской Федерации, Федеральное гос. бюджетное образовательное учреждение высш. образования «Красноярский гос. пед. ун-т им. В. П. Астафьева». — Красноярск : Красноярский гос. пед. ун-т им. В. П. Астафьева, 2016. — 235, [1] с. : ил., табл. ISBN 978-5-85981-983-6 : 100 экз.

## Память
В декабре 2021 года в Красноярске прошёл первый всероссийский турнир по вольной борьбе памяти Дмитрия Миндиашвили. Планируется сделать его регулярным.